# B'Elanna Torres
„B'Elanna Torres” este un personaj din serialul TV USS Voyager din franciza Star Trek. 
Este interpretată de Roxann Dawson.
B'Elanna Torres este pe jumătate klingoniană și pe jumătate umană. Inițial membră a echipajului Maquis al lui Chakotay, ea ajunge în cvadrantul Delta, unde devine inginer șef pe nava Federației USS Voyager. Deși sceptică la început, B'Elanna reușește să se integreze în familia echipajului de pe Voyager în timpul celor șapte ani petrecuți călătorind spre casă.